# Reppinghausen
Reppinghausen ist ein Ort der Gemeinde Marienheide im Oberbergischen Kreis in Nordrhein-Westfalen.

## Lage und Beschreibung
Der Ort Reppinghausen ist heute Teil von Marienheide und liegt am östlichen Ortsrand von Marienheide. Nachbarorte sind Eberg, Stülinghausen und Späinghausen. Im Südosten des Ortes entspringt der in die Leppe mündende Esternsiepen.

## Geschichte
Seit der Preußischen Uraufnahme aus dem Jahr 1840 ist Reppinghausen auf topografischen Karten verzeichnet. Seit 1947 weisen die topografischen Karten die Ausdehnung von Marienheide in Richtung Reppinghausen aus. 1990 ist der Ort bereits von der Marienheider Ortsbebauung umschlossen.

## Busverbindungen
Über die im Ort gelegene Haltestelle der Linien 320 und 336 (VRS/OVAG) ist Reppinghausen an den öffentlichen Personennahverkehr angebunden.